# Pub quiz
Un pub quiz es un concurso de preguntas y respuestas que se realiza en un pub o en un bar. Estos eventos también se llaman quiz nights, trivia nights o bar trivia y pueden llevarse a cabo en otros emplazamientos. Son concursos que pueden atraer clientes a los pubs los días más tranquilos. El pub quiz es un ejemplo moderno de los juegos de pub (pub game). Aunque estos concursos pueden cubrir un amplio abanico de formatos y temas, tienen muchas características en común. El pub quiz fue implantado en el Reino Unido en la década de 1970 por Burns & Porter y se convirtió en parte de la cultura británica. El reto Great British Pub Quiz se celebra anualmente. Estos concursos son eventos imprescindibles en los pubs irlandeses donde, por lo general, se llevan a cabo en inglés.

## Historia
El pub quiz fue implantado en el Reino Unido en la década de 1970 por una compañía llamada Burns & Porter, principalmente para atraer gente a los pubs en las noches más tranquilas. En los años siguientes, la popularidad creció y creció pasando de solo 30 a 10 000 equipos que jugaban cada semana al concurso de Burns & Porter. La empresa de entretenimiento Redtooth gestiona un reto anual de Great British Pub Quiz, en el que en 2012 participaron más de 600 pubs.
Un estudio de 2009 situó el número de concursos de pub semanales regulares en el Reino Unido en 22 445, y un sitio web determinó que en Estados Unidos se celebran unos 2000 concursos semanales regulares.

## Formato
Los pub quizzes (también conocidos como live trivia o table quizzes) son normalmente eventos semanales cuya hora de inicio está anunciada y la mayoría de las veces se llevan a cabo a última hora de la tarde.
Mientras que los formatos específicos varían, la mayoría de los concursos incluyen respuestas escritas a preguntas que se distribuyen por escrito o que anuncia el encargado del concurso.
Un formato de concurso se llama «rebote infinito». Este formato generalmente se usa cuando hay un alto número de equipos en el concurso, generalmente entre ocho y diez. Cada pregunta se dirige al equipo que sigue al que respondió a la pregunta anterior. Si ningún equipo responde, la siguiente pregunta se dirige al equipo que sigue al que se dirigió la pregunta anterior.
Generalmente, alguien (ya sea un empleado del bar o la persona que gestiona el concurso) pasa por las mesas con bolígrafos y papeles del concurso. Estos pueden contener preguntas o ser simplemente hojas en blanco donde escribir las respuestas. Es habitual que sean una combinación de ambas, en cuyo caso, a menudo, solo hay que entregar la hoja en blanco. Por lo general, cada equipo entrega sus respuestas al encargado o al siguiente equipo.

### Equipos
La formación de equipos depende de los participantes y generalmente se organizan por mesas, aunque si en una mesa hay un grupo grande pueden decidir separarse. Algunos pubs exigen un tamaño máximo de los equipos (por lo general entre seis y diez). Los miembros del grupo deciden un nombre para su equipo, con frecuencia una frase o un juego de palabras, que deben escribir en las hojas que entregan.
La gente a menudo tiene que pagar para participar y los precios van desde 50 peniques hasta 5 libras por persona. Este dinero suele ir a un fondo común para pagar el premio. Muchos concursos no requieren ningún tipo de desembolso, ya que son una forma de que el local tenga clientes, normalmente las noches con menor actividad de la semana.

### Preguntas
A la persona que hace las preguntas se la conoce como quizmaster (encargado o árbitro). Los encargados a veces también marcan y puntúan las respuestas presentadas por los equipos, aunque a menudo son estos los que marcan las hojas de respuesta de los demás.
Las preguntas pueden confeccionarlas el personal del bar o el propietario, tomarlas de un libro de preguntas y respuestas, comprarlas a una compañía especializada en este tipo de concursos. También pueden prepararlas voluntarios de entre los participantes, en cuyo caso se puede recompensar a quien prepara el cuestionario con bebidas o con una pequeña cantidad de dinero.
Asimismo, las preguntas pueden proceder de la cultura popular, lo cual a veces puede generar controversias cuando las respuestas son falsas o imposibles de verificar. Además, como los concursos no son eventos formales, pequeños errores en la redacción pueden provocar confusión. En Reino Unido, en 2005, hubo incluso un proceso judicial.

### Rondas de preguntas
Puede haber entre una y más de media docena de rondas de preguntas, con un total de entre 10 y más de 80 preguntas. Las rondas pueden ser de los siguientes tipos (las primeras son las más habituales):
- Rondas de hechos: suelen ser orales. Se anuncian mediante un sistema de megafonía o, simplemente, se gritan. Los temas más habituales incluyen:

1. Cultura general: cubre los temas enumerados a continuación (si no están en una ronda separada) y también materias como historia, geografía y ciencia y naturaleza. De estas rondas puede haber más de una.
2. Deporte: comprende estadísticas y detalles de deportes populares y muy conocidos, y datos generales del resto.
3. Entretenimiento: películas, programas de televisión y música (véase también abajo).
4. Verdadero o falso: preguntas cuya respuesta es verdadera o falsa.

- Ronda de imágenes: se usan imágenes fotocopiadas o hechas por ordenador. Consiste en identificar esas imágenes, que pueden ser fotos de personajes famosos (posiblemente sacadas de contexto o parcialmente borradas), logotipos de empresas (sin las letras inscritas), lugares famosos u objetos fotografiados desde un ángulo inusual.

- ¿Quién soy?: una serie de pistas de la identidad de una persona (o cosa) famosa. Las pistas se dan en orden de dificultad descendente. El equipo que adivine la respuesta más rápido, más puntos gana.

- Ronda de música: consiste en trozos (a menudo solo la introducción u otro segmento instrumental) de canciones reproducidas a través del sistema de altavoces del local. Normalmente, los equipos deben identificar la canción y también al cantante o banda (a veces también se pide el año en que se lanzó la canción). Las distintas modalidades incluyen la incorporación de bandas sonoras de películas y de melodías de televisión (se pide el título), o música clásica (también se pide el nombre del compositor). En algunos locales no se puede jugar a la ronda musical porque no tienen las licencias adecuadas de las asociaciones que gestionan los derechos de autor.

- Ronda de audio: es similar a las rondas de música, pero se reproducen vídeos de sonido de películas, programas de televisión, vídeos de YouTube, etc.
- Rondas de rompecabezas: generalmente, se llevan a cabo sobre el papel en hojas que se distribuyen. Pueden consistir en crucigramas, anagramas y otros juegos con palabras o símbolos, y pueden ser también problemas básicos de matemáticas.
- Rondas de novedades: giran en torno a una palabra o nombre específicos (por ejemplo, todas las preguntas se relacionan con un normando famoso); 'conexiones', donde la última respuesta en la ronda proporciona un enlace a todas las respuestas anteriores; verdadero o falso; y varios otros para romper la línea general de preguntas.

### Rondas de bonificación
En algunos concursos, los equipos pueden seleccionar una o dos rondas como comodines, en las cuales sus puntos se duplican (o se multiplican). Los equipos suelen seleccionar sus rondas comodín antes del inicio del concurso, aunque algunas rondas pueden excluirse. Los equipos que se consideran particularmente fuertes en ciertos temas pueden mejorar sus posibilidades con una buena ronda doble, pero corren el riesgo de perder su comodín si las preguntas son inesperadamente difíciles. La idea de usar un comodín en un juego quizás provenga del programa televisivo It's a Knockout, de la BBC.
Algunos concursos incluyen una pregunta adicional, para la que se requiere una única respuesta con una o más pistas en cada ronda, lo que hace que la respuesta sea cada vez más fácil de resolver. En algunas modalidades, el primer equipo en entregar la respuesta correcta gana, ya sea un pequeño obsequio o puntos adicionales en su puntuación total. En otras, las preguntas continúan hasta que todos los equipos tienen la respuesta correcta, y cada equipo, cuanto más tiempo tarde en dar la respuesta correcta, menos puntos adicionales recibe. 

### Botes
Al final de algunos concursos regulares se añade una pequeña ronda de preguntas que da la posibilidad de ganar el bote. Cada semana se agrega una cantidad de dinero al bote y, si ningún equipo responde correctamente a las preguntas, el dinero se guarda para el siguiente concurso. La cantidad máxima del bote puede estar limitada por las regulaciones locales de juegos.
Los botes en efectivo pueden ganarse mediante diversos métodos, entre los que se incluyen preguntas únicas y bailes.

### Marcaje
En algunos casos, los papeles los marca el personal del bar. En otros, los equipos pueden tener que marcar sus propias respuestas, y los papeles entregados solo se consultan para comprobar que quienes reclaman el premio no han hecho trampa cambiando sus respuestas. Otra fórmula es que los equipos intercambien los papeles antes de marcarlos, aunque esto puede causar controversia.
Se cuentan uno o dos puntos por cada respuesta correcta; algunos concursos permiten medias marcas para respuestas «medio correctas» (como el apellido de una celebridad cuando lo que se requería era su nombre completo). En algunos concursos, ciertas preguntas puntúan más alto, sobre todo si son inusualmente difíciles.

### Hacer trampa
Con el uso masivo de teléfonos móviles y el acceso desde ellos a Internet, las trampas se han convertido en un problema para algunos pub quizzes, con llamadas encubiertas y mensajes de texto en los baños, periódicos y revistas recientes traídos especialmente para el evento, timbres y demás. Aunque establecer un número máximo de miembros para los equipos puede ayudar a evitar que un gran número de personas colaboren, son bastante habituales los grupos que se hacen pasar por equipos distintos. Actualmente, algunos concursos prohíben el uso de móviles y anulan la puntuación de cualquier equipo al que descubran haciendo trampas. Pese a que las trampas son más frecuentes donde hay en juego grandes sumas de dinero, pueden detectarse trampas incluso en apuestas relativamente bajas.
Ahora, algunos concursos también prohíben volver a entrar al pub una vez que ha empezado el concurso, con el fin de evitar que los miembros del equipo usen redes públicas de Internet, teléfonos públicos y dispositivos móviles fuera de la vista del encargado. Sin embargo, generalmente los pubs llevan a cabo el concurso en paralelo con su funcionamiento normal, lo que hace que tal medida sea impracticable.

### Premios
Los premios se otorgan al equipo que logra la puntuación más alta, y, a menudo, a los subcampeones. El premio suele ser uno de los siguientes:
- Bebidas alcohólicas: son frecuentes una caja de cervezas o algo de dinero para gastar en el bar de ese pub.
- Dinero en efectivo: si se cobra dinero para participar en el concurso, suele destinarse a un fondo común para usar como dinero del premio. Todo ese dinero puede ir al equipo ganador. De manera alternativa, puede haber un grupo separado de preguntas o incluso una sola pregunta para ganar el dinero del bote; si ningún equipo da con la respuesta correcta, ese dinero suele acumularse, lo que genera un premio mayor para la semana siguiente.
- Vales como cupones de descuento para el cine, descuentos en comida o incluso vales de bebidas para consumir en el bar en el que tiene lugar el concurso.
- Artículos promocionales relacionados con la bebida de una determinada fábrica de cerveza, como camisetas y vasos de cerveza que anuncian sus productos.
- Premios variados o de poco coste, como chocolates o juguetes baratos. El equipo ganador puede ser el primero en elegir un premio entre una gama de productos.

## Tecnología
En un pub quiz digital los dispositivos electrónicos portátiles reemplazan al lápiz y papel. Una computadora recibe y registra las respuestas de cada equipo y al final del concurso los resultados se transfieren a una hoja de cálculo. Se puede fijar un límite de tiempo para cada pregunta (por ejemplo, 60 segundos) y es posible determinar qué equipo responde en menos tiempo para los premios de pequeños obsequios y los desempates.

## Proyectos comerciales
A medida que el concepto pub quiz se fue extendiendo hasta los EE. UU. en la década de 1990, se formaron varias empresas para proporcionar la organización de concursos a bares y restaurantes. A diferencia de la liga del concurso del Reino Unido, los pub quizzes comerciales estadounidenses suelen incluir más de dos equipos, y pueden tener entre 25 y 35 equipos jugando en una sola ubicación con hasta 6 personas por equipo. Las empresas de concursos cobran una cuota por albergar el concurso que puede variar entre 80 y 175 dólares por semana o incluso más, dependiendo de la asistencia. En la actualidad, existen por lo menos 20 empresas diferentes de este tipo de concursos en los EE. UU., donde la mayoría de los eventos operativos se concentran en las principales áreas metropolitanas.

## Ligas y competiciones
Una liga de un concurso es una organización que gestiona concursos, normalmente en pubs, aunque esas competiciones son distintas de los pub quizzes estándar, ya que suelen incluir dos equipos y, a menudo, también una serie de preguntas individuales. Normalmente, no se dan premios en tales partidos de liga, pero los premios y el prestigio pueden ir al equipo que gana el concurso de la liga o un concurso de eliminación. La National Trivia Association gestiona un concurso nacional en el que participan pubs de trivia game de los EE. UU.
Los equipos de una región, condado, estado o país se reúnen anualmente para las competiciones más prestigiosas y con mayores premios. Los equipos representativos pueden ser el mejor equipo de cada pub o un equipo seleccionado entre los mejores individuales.
Desde 1999, el proveedor de Nueva Zelanda Believe it or Not Quiz Events lleva a cabo en Auckland un campeonato anual de campeones de concursos. Aunque inicialmente se constituyó para equipos procedentes de pubs de la región de Auckland, ahora está abierto a los equipos de toda Nueva Zelanda. En la práctica, los costes del viaje impiden la participación de la mayoría de los equipos del sur de la isla norte y de la isla sur, aunque tanto Christchurch como Nelson y Wellington envían a sus equipos.
El campeonato Australasian Pub Quiz se lleva a cabo anualmente desde 2018. Abierto a los equipos de pubs y clubes de toda Australia y Nueva Zelanda, este campeonato se ejecuta de forma simultánea en Sídney, Canberra y Wellington a finales de abril. 
En los Estados Unidos, la National Trivia Association presenta «The Riddle», un evento final abierto a cotizados equipos que juegan en vivo el «Quizzo!», el trivia game oficial de la NTA. Aproximadamente, 1000 jugadores asistieron al evento de 2008 en Atlantic City, New Jersey. 
La compañía Sporcle gestiona la Pub Champions Trivia League, que alberga torneos regionales, estatales y nacionales.

## Récord mundial
Según el libro Guinness de los récords, el mayor pub quiz fue el «Quiz for Life», celebrado en el recinto para eventos Flanders Expo de Gante, Bélgica, el 11 de diciembre de 2010 y que contó con 2280 participantes. En agosto de 2016, el «World famous pub quiz» anual de Birmingham contó con unos 2700 participantes distribuidos en 260 equipos.

## En la cultura popular
Los pub quizzes han aparecido en las comedias de situación británicas Minder, Bottom, Gavin & Stacey, The Office y Early Doors, entre otras.
Un episodio de enero de 2013 de la serie Terapia con Charlie (Anger Management) presenta al personaje de Charlie Sheen involucrado en un juego de bar trivia, de Brainstormer.
El drama de la televisión neozelandesa Nothing Trivial gira en torno a cinco personajes que se encuentran con asiduidad en un pub quiz.
El programa de la ITV Quiz Night, con Stuart Hall, estaba basado en este concepto. El plató en el que se filmaba el programa tenía una parte de bar; incluso los participantes y el presentador bebían cerveza durante el programa.
La serie irlandesa de televisión Trivia, emitida entre 2011 y 2012, se centra en el capitán de un equipo de un pub quiz.

## Regional

### Filadelfia
En Filadelfia muchos bares, sobre todo aquellos regentados por estadounidenses de origen irlandés, tienen noches «Quizzo». La práctica es tan común que hay sitios web dedicados a localizar bares que ofrezcan noches de juego.

### Saint Louis
Las Trivia nights a veces se utilizan para recaudar fondos para organizaciones sin ánimo de lucro, y estas son muy habituales en el área metropolitana de Saint Louis.